# Je sens le beat qui monte en moi
Pour plus de détails, voir Fiche technique et Distribution.
Je sens le beat qui monte en moi est court métrage français réalisé par Yann Le Quellec et sorti sur les écrans en 2012.

## Synopsis
Alain, fan de musique, est chauffeur de minibus pour l'office du tourisme de Poitiers. Rosalba, guide touristique, est victime d'une maladie qui la force à danser à la moindre note de musique. Alain et Rosalba sont attirés l'un par l'autre mais tous les deux sont timides et maladroits. Après leur journée de travail à travers la ville, Alain invite Rosalba au restaurant puis ils finissent la soirée dans une fête chez le voisin de Rosalba. 

## Fiche technique
- Titre : Je sens le beat qui monte en moi
- Réalisation : Yann Le Quellec
- Scénario : Yann Le Quellec
- Pays :  France
- Langue : français
- Couleur : couleur
- Société de production : White Light Films
- Société de distribution : Premium Films
- Dates de sortie : 
  - France : 13 juin 2012

## Distribution
- Serge Bozon : Alain
- Rosalba Torres Guerrero : Rosalba

## Musique
La bande originale comprend de nombreux morceaux de northern soul.
La bande musicale est composée des morceaux suivants : 
- The Snake de Al Wilson (en)
- Sonate n°11 en la majeur de Wolfgang Amadeus Mozart interprété par Jonathan Starkey
- Love Potion no 9 de The Coasters
- Toccata et fugue en ré mineur de Jean-Sébastien Bach interprété par Jean Guillou
- Go With The Flow de Pete Rock and C.L. Smooth
- Going to a Happening de Tommy Neal
- Seven Days Fool de Etta James
- Walking Up A One Way Street de Willie Tee

## Distinctions
- 2012 : Sélection en compétition au Festival del Film Locarno (Léopards de Demain)
- 2012 : Prix Silver Spike (Short Film section) à la Semana Internacional de Cine de Valladolid
- 2012 : Sélection au festival Côté Court de Pantin
- 2012 : Grand prix et Prix de la Jeunesse au Festival du Film de Vendôme
- 2012 : Sélection au International Kortfilmfestival de Leuven
- 2013 : Prix du Public au Festival du cinéma de Brive

## Réception critique
Dans le quotidien Le Monde, le critique Jacques Mandelbaum défend le film. Olivier Père trouve le film inventif, drôle et rythmé. Dans la revue Positif, Élise Domenach qualifie la performance de Rosalba Torres Guerrero de « mémorable ».